# Woezik
Woezik is een voormalig dorp en thans een woonwijk in de gemeente Wijchen, in de Nederlandse provincie Gelderland. Het ligt tegen het noordelijke deel van de kern Wijchen; tegen de autosnelweg A326 aan. In Woezik staat nog de oude dorpskerk, vernoemd naar Sint-Paschalis Baylon.
De oude kern Woezik en de nieuwe buurten eromheen (de buurten Veenhof, Saltshof en Hofse Dam) hadden per 1 januari 2005 gezamenlijk 3.820 inwoners
De naam van het dorp werd voorheen gespeld als Woezikrot en Woeziksrot.

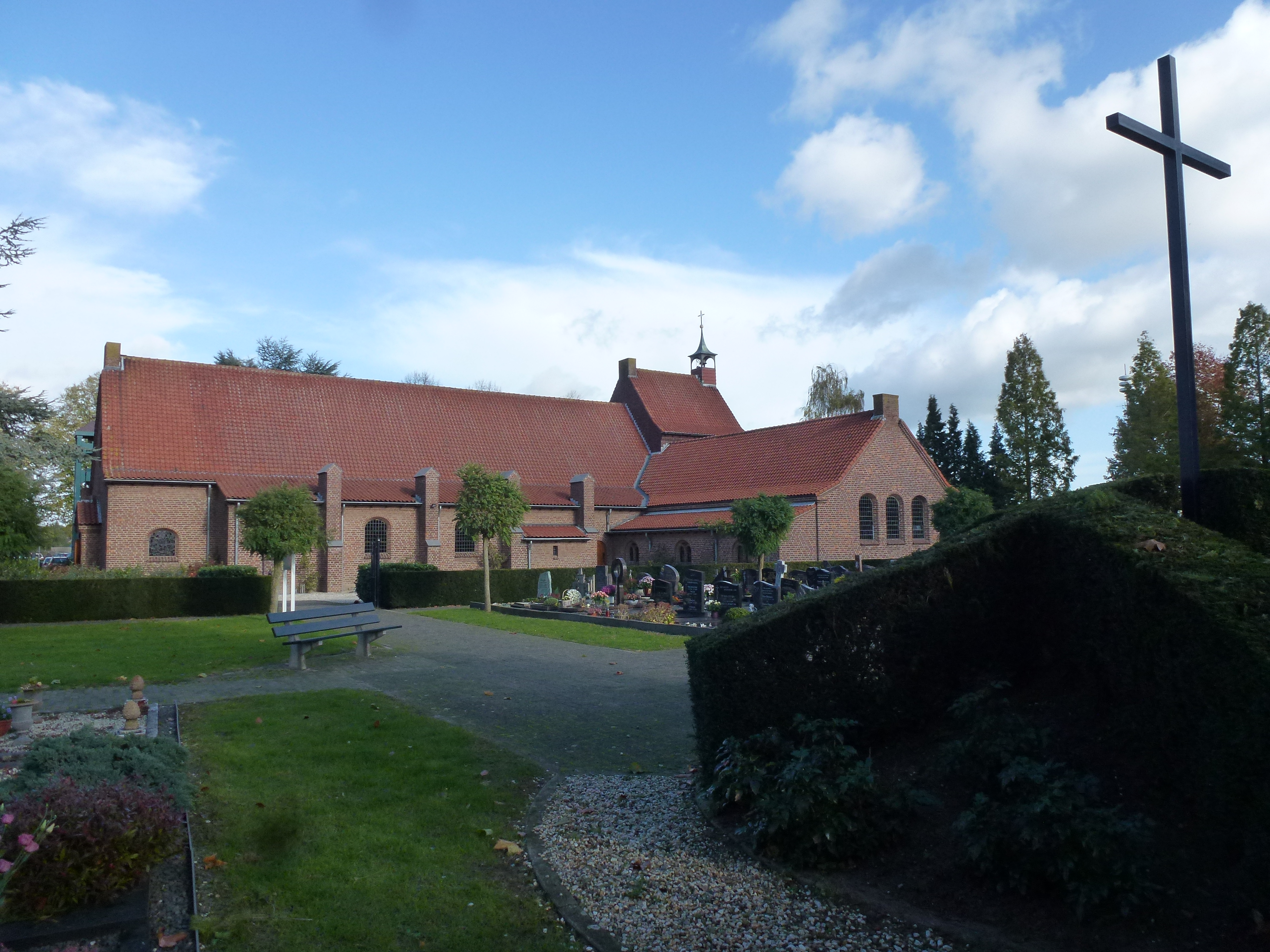
R.K.kerk Sint Paschalis met begraafplaats
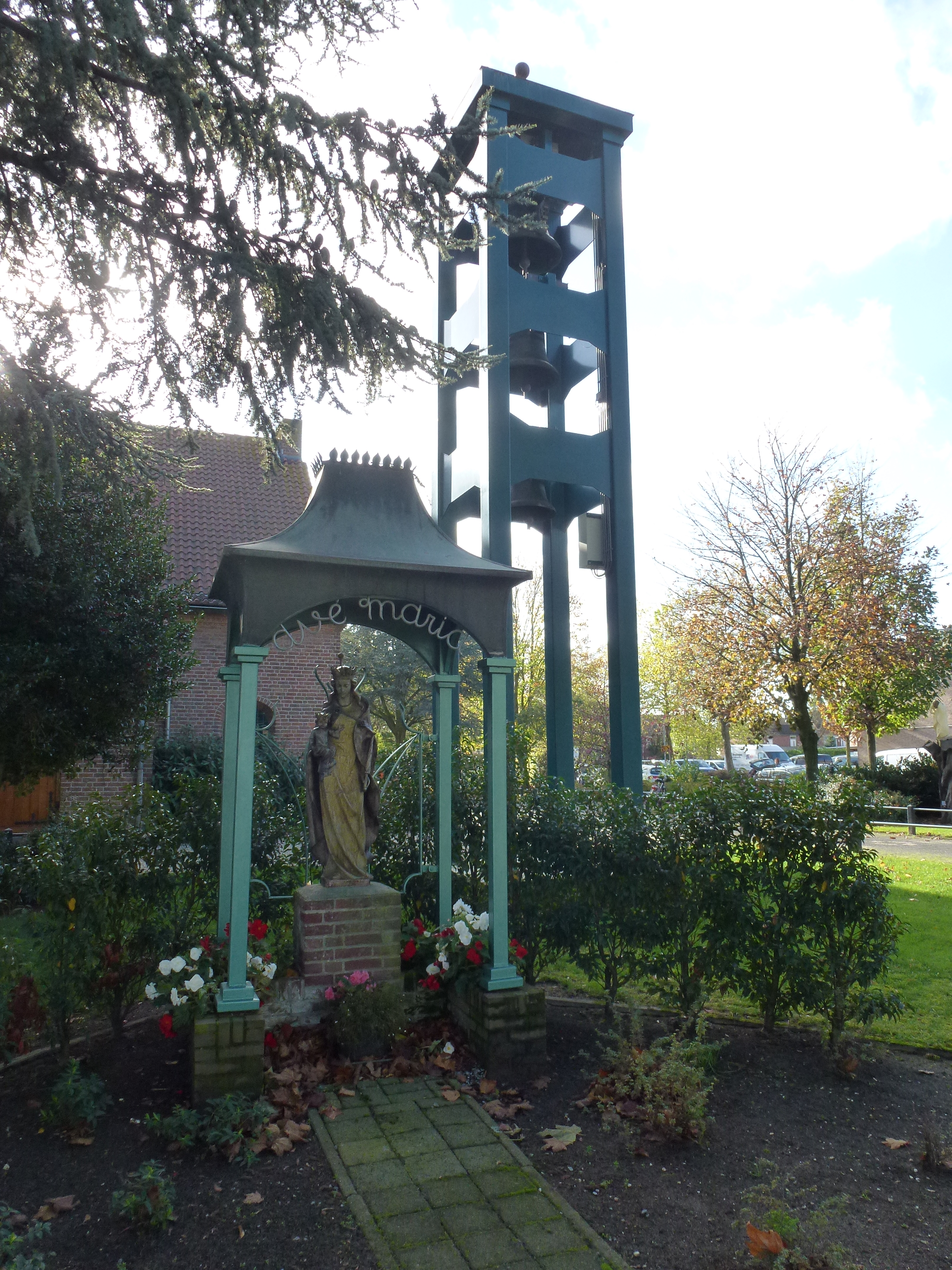
Mariakapel en klokkenstoel naast de kerk
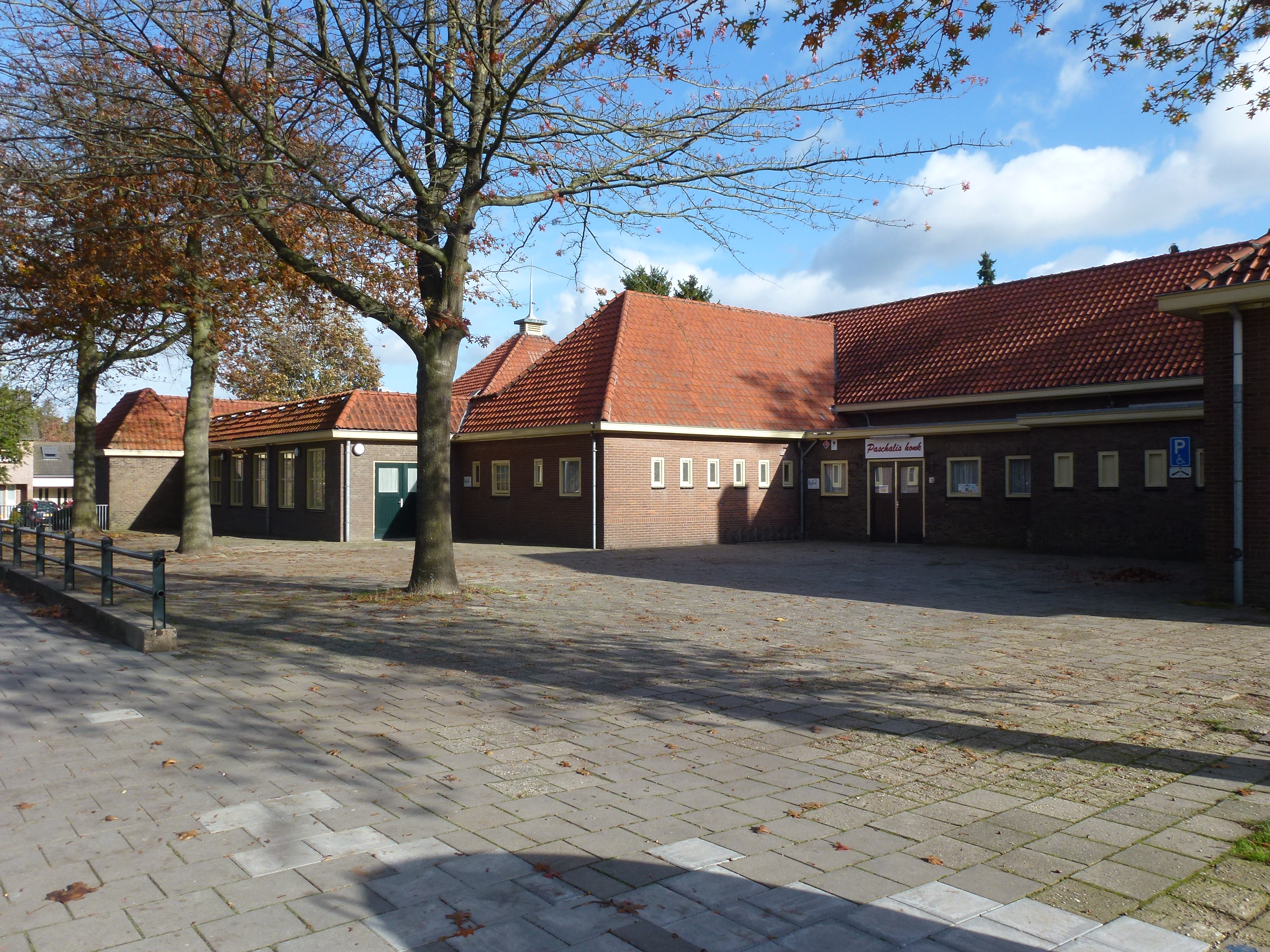
Sint Paschalisschool